# Don Henderson
Donald Francis Henderson, detto Don (Leytonstone, 10 novembre 1931 – Warwick, 22 giugno 1997), è stato un attore britannico.

## Biografia
Nacque in una famiglia della classe operaia a Leytonstone, nell'Essex, da un falegname, e crebbe a Epping. Dopo aver completato il servizio nazionale come tecnico nel Royal Army Dental Corps, prestò servizio presso la Essex Police, raggiungendo il grado di sergente investigativo nel loro CID. Si interessò al mondo dello spettacolo quando un amico lo sfidò a fare un'audizione per la Royal Shakespeare Company, con la quale si esibì successivamente dal 1966 al 1972, interpretando molti ruoli da protagonista.
Tra i ruoli più noti figura il detective George Bulman, ruolo che ha ricoperto in tre serie televisive, tra cui The XYY Man a metà anni settanta, Strangers, che vede il personaggio passare da sergente a ispettore capo e, nel 1985, la serie Bulman vide il personaggio ritirarsi dalla polizia e intraprendere la carriera di orologiaio.
Altri suoi ruoli celebri sono il Generale Tagge nel film Guerre stellari del 1977 e il prete Frank Kane nella serie Paradise Club dal 1989 al 1990.
Nel 1980 gli fu diagnosticato un cancro alla gola. Morì di malattia a Warwick il 22 giugno 1997, all'età di 65 anni.

## Vita privata
Rbbe due figli con la sua prima moglie Hilary, che morì a causa di una misteriosa malattia polmonare nel 1977. Si risposò nel 1979 con l'attrice Shirley Stelfox, con la quale recitò molte volte assieme. Visse per molti anni nella sua città natale adottiva di Stratford-upon-Avon, dove era un volto familiare per la gente del posto.

## Filmografia parziale

### Cinema
- A Midsummer Night's Dream, regia di Peter Hall (1968)
- Abby, regia di William Girdler (1974)
- Ispettore Brannigan, la morte segue la tua ombra (Brannigan), regia di Douglas Hickox (1975)
- La nave dei dannati (Voyage of the Damned), regia di Stuart Rosenberg (1976)
- Guerre stellari (Star Wars), regia di George Lucas (1977)
- Il principe e il povero (The Prince and the Pauper), regia di Richard Fleischer (1977)
- Marlowe indaga (The Big Sleep), regia di Michael Winner (1978)
- L'isola (The Island), regia di Michael Ritchie (1980)
- Brazil, regia di Terry Gilliam (1985)
- Billy the Kid and the Green Baize Vampire, regia di Alan Clarke (1985)
- Le avventure del barone di Munchausen (The Adventures of Baron Munchausen), regia di Terry Gilliam (1988)
- Il bambino di Mâcon (The Baby of Mâcon), regia di Peter Greenaway (1993)
- White Angel, regia di Chris Jones (1993)
- Fuga da Absolom (No Escape), regia di Martin Campbell (1994)
- Il vento nei salici (The Wind in the Willows), regia di Terry Jones (1996)
- Favole (FairyTale: A True Story), regia di Charles Sturridge (1997)

### Televisione
- Warship – serie TV, 18 episodi (1973-1975)
- Poldarj – serie TV, 3 episodi (1975)
- The XYY Man – serie TV, 16 episodi (1976-1977)
- Strangers – serie TV, 30 episodi (1978-1982)
- Annika – serie TV, 2 episodi (1984)
- Bulman – serie TV, 20 episodi (1985-1987)
- Doctor Who – serie TV, 3 episodi (1987)
- Il mio amico gigante (The BFG), regia di Brian Cosgrove e Mark Hall – film TV (1989) – voce
- Paradise Club (The Paradise Club) – serie TV, 20 episodi (1989-1990)
- Cracker – serie TV, un episodio (1993)
- Casualty – serie TV, un episodio (1996)
- Red Dwarf – serie TV, un episodio (1997)

## Doppiatori italiani
Nelle versioni in italiano delle opere in cui ha recitato, Don Henderson è stato doppiato da:
- Francesco Fagioli in Brazil
- Carlo Baccarini in Guerre stellari
- Oreste Lionello ne Il bambino di Mâcon
- Luciano De Ambrosis in Fuga da Absolom